# 뽀네뜨
뽀네뜨(Ponette)는 프랑스에서 제작된 자크 도일론 감독의 1996년 가족, 드라마 영화이다. 빅토와르 띠비솔 등이 주연으로 출연하였고 알랭 사르드 등이 제작에 참여하였다.

## 출연

### 주연
- 빅토와르 띠비솔
- 자비에 보브와

### 조연
- 클레르 노보
- 마리 뜨랭띠냥